# Ferdi Tayfur

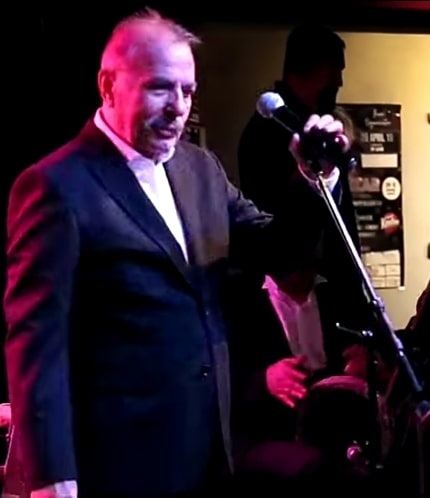
Ferdi Tayfur (2019)

Ferdi Tayfur (* 15. November 1945 als Ferdi Tayfur Turanbayburt in Adana; † 2. Januar 2025 in Antalya) war ein türkischer Texter, Komponist, Sänger der Musikrichtung Arabeske und Schauspieler. Im Laufe der Zeit wirkte er in einer großen Anzahl türkischer Film- und Fernsehproduktionen mit.

## Leben und Karriere
Tayfur wurde 1945 im Viertel Hürriyet Mahallesi in der südtürkischen Stadt Adana geboren. Er wuchs in ärmlichen Verhältnissen auf und wurde mit sechs Jahren Halbwaise, als sein Vater starb.
Nach seinem ersten erfolglosen Album (1968) wurde er 1976 mit dem zweiten Çeşme (Brunnen) bekannt. Er schrieb und komponierte seine Lieder selbst. Es sind traurige, langsame und sorgenvolle Stücke über unerfüllte Liebe, Einsamkeit oder Weltschmerz aus dem Genre Arabeske.
Tayfur veröffentlichte mehr als 30 Alben. Er gab große Konzerte in der Türkei und auch für in Europa lebende türkische Gastarbeiter in Deutschland (u. a. 1980 in der mit 17.000 Zuschauern ausverkauften Dortmunder Westfalenhalle oder 11.000 Zuschauer in der Kölner Sporthalle 1981) sowie in der Schweiz, Österreich und Frankreich. Auch in den USA gab er Konzerte (u. a. in New York). Er besaß die Plattenfirma FerDiFON und war im Immobiliengeschäft tätig. Weiterhin war er als Regisseur aktiv und hat ein Buch (Şekerci Çırağı) (Der Lehrling des Zuckerbäckers) veröffentlicht, in dem er aus seinem Leben berichtet. 2007 veröffentlichte er sein zweites Buch (Yağmur Durunca) (Wenn der Regen aufhört).
Tayfur war der Lebenspartner der türkischen Schauspielerin Necla Nazır, die er bei den Dreharbeiten zu seinem Film Ceşme kennengelernt hatte. Die Ehe wurde 2007 nach über 30 Jahren geschieden. Aus der Ehe ging eine gemeinsame Tochter hervor. Ab 2010 lebte er mit Zeliha Turanbayburt in Marmaris.
Ferdi Tayfur starb im Januar 2025 im Alter von 79 Jahren in Antalya.
Er gilt neben Orhan Gencebay, Müslüm Gürses und İbrahim Tatlıses als einer der Hauptprotagonisten der türkischen Musik der 70er- bis 90er-Jahre.

## Diskografie

### Alben
- 1968: Dilek Kapısı
- 1971: Postacılar
- 1976: Çeşme (Ferdi Tayfur 3)
- 1977: Benim Gibi Sevenler (Ferdi Tayfur 4)
- 1978: Derbeder
- 1978: Batan Güneş
- 1978: Son Sabah
- 1979: Yuvasız Kuşlar
- 1980: İnsan Sevince
- 1981: Nisan Yağmuru – Bir Avuç Gözyaşı
- 1982: Bende Özledim
- 1983: Sen de mi Leyla
- 1984: Yaktı Beni
- 1985: Kurtuldum
- 1986: Haram Oldu
- 1987: İçimde Bir His Var – Ya Benimsin Ya Toprağın
- 1988: Naz Etme – Canına Okuyacağım
- 1989: Allahım Sen Bilirsin
- 1990: Hoşcakal
- 1991: Gelirsen – Bana'da Söyle
- 1992: Prangallar
- 1994: Mor Güller – Fadime'nin Düğünü
- 1995: Dünya
- 1997: Of Dağlar
- 1999: Yoksun
- 2000: Zengin Olursam
- 2002: İnceden
- 2003: Durun Ayaklarım
- 2004: Bir Demet Gül
- 2006: Aşkın Cezası
- 2007: Gencligimin Sarkilari
- 2009: Boynu Bükük Sarkilarim

### Kompilationen
- 1990: Gülhane'den Sevgilerle (Live Konzert)
- 1996: Zaman Tüneli Arşiv 1
- 1998: Zaman Tüneli Arşiv 2
- 2001: Zaman Tüneli Arşiv 3
- 2003: Yandı Gönlüm (Maxisingle)

### Singles (Auswahl)
- 1977: Huzurum Kalmadı
- 1982: Ben de Özledim
- 1983: Yıldızlarda Kayar
- 1990: Hatıran Yeter
- 1992: Sabahçı Kahvesi
- 1994: İçim Yanar
- 1999: Sigarayı Bıraktım

## Filmografie

### Schauspieler
- 1976: Çeşme (dt.: Brunnen)
- 1977: Derbeder (dt.: ähnlich wie „Verlierer“)
- 1977: Benim Gibi Sevenler (dt.: Die so lieben wie ich)
- 1978: Son Sabah (dt.: Der letzte Morgen)
- 1978: Batan Güneş (dt.: Die untergehende Sonne)
- 1978: Yadeller (dt.: Fremde)
- 1979: İnsan Sevince (dt.: Wenn der Mensch liebt)
- 1979: Yuvasiz Kuslar (dt.: Nestlose Vögel)
- 1980: Durdurun Dünyayı (dt.: Haltet die Welt an!)
- 1980: Huzurum Kalmadı (dt.: Ich verspüre keine Ruhe mehr)
- 1980: Boynu Bükük (dt.: Mit gesenktem Haupt)
- 1981: Olmaz Olsun (dt.: Hätte nicht existieren sollen)
- 1981: Bir Damla Ateş (dt.: Ein Tropfen Feuer)
- 1981: Kara Gurbet (dt.: Dunkle Fremde)
- 1981: Ben De Özledim (dt.: Auch ich sehne mich)
- 1982: Günaha Girme (dt.: Versündige Dich nicht)
- 1982: Sen De Mi Leyla (dt.: Auch Du Leyla?)
- 1982: Hasret Sancısı (dt.: Schmerz der Sehnsucht)
- 1983: Yaktı Beni (dt.: Es verbrannte mich)
- 1983: Kalbimdeki Acı (dt.: Der Schmerz in meinem Herz)
- 1983: Yıldızlar da Kayar (dt.: Auch Sterne fallen)
- 1984: Utanıyorum (dt.: Ich schäme mich) – Çılgın Arzular
- 1984: Çılgın Arzular (dt.: Verrückte Wünsche)
- 1985: Herşeyim Sensin (dt.: Du bist mein Alles)
- 1985: Haram Oldu (dt.: Eine Sünde geworden)
- 1985: Affet Allahım (dt.: Vergib mir mein Gott)
- 1986: İçimde Bir His Var (dt.: Ich habe eine Vorahnung)
- 1987: Ya Benimsin Ya Toprağın (dt.: Entweder gehörst du mir oder dem Tod)
- 1987: Sevgiler Cicek Gibi (dt.: Liebe ist wie eine Blume)
- 1988: Ah Bir Çocuk Olsaydım (dt.: Wäre ich nur ein Kind)
- 1988: Bu Talihimin Canına Okuyacağım (dt.: Werde mit meinem Schicksal abrechnen)
- 1988: Elveda Mutluluklar (dt.: Lebewohl Glück)
- 1989: Bu Şehrin Geceleri (dt.: Die Nächte dieser Stadt)
- 1990: Allahım Sen Bilirsin (dt.: Mein Gott, du weißt es!)
- 2007: Yersiz Yurtsuz (dt.: Obdachlos)
- 2008: Memur Muzaffer (dt.: Der Beamte Muzaffer)

### Produzent
- 1985: Haram Oldu
- 1987: Ya Benimsin Ya Toprağın (dt.: Entweder gehörst du mir oder dem Tod)
- 1988: Bu Talihimin Canına Okuyacağım

### Regisseur
- 1977: Benim Gibi Sevenler
- 1985: Haram Oldu
- 1986: Affet Allahım – İçimde Bir His Var
- 1988: Bu Talihimin Canına Okuyacağım

## Auszeichnungen
- 1995: Kral Türkiye Müzik Award in der Kategorie Bester Arabeske-Musiker
- 2000: Kral Türkiye Müzik Award in der Kategorie Bester Arabeske-Musiker
- 2008: Kral Türkiye Müzik Award in der Kategorie Bester Sänger der türkischen Kunstmusik